# Municipio de Star (Kansas)
El municipio de Star (en inglés: Star Township) es un municipio ubicado en el condado de Coffey en el estado estadounidense de Kansas. En el año 2010 tenía una población de 156 habitantes y una densidad poblacional de 1,71 personas por km².

## Geografía
El municipio de Star se encuentra ubicado en las coordenadas 38°13′44″N 95°35′33″O / 38.22889, -95.59250. Según la Oficina del Censo de los Estados Unidos, el municipio tiene una superficie total de 90.98 km², de la cual 89,86 km² corresponden a tierra firme y (1,24 %) 1,12 km² es agua.

## Demografía
Según el censo de 2010, había 156 personas residiendo en el municipio de Star. La densidad de población era de 1,71 hab./km². De los 156 habitantes, el municipio de Star estaba compuesto por el 98,08 % blancos, el 0,64 % eran amerindios, el 0,64 % eran de otras razas y el 0,64 % eran de una mezcla de razas. Del total de la población el 1,28 % eran hispanos o latinos de cualquier raza.